# Amsterdamer Börse

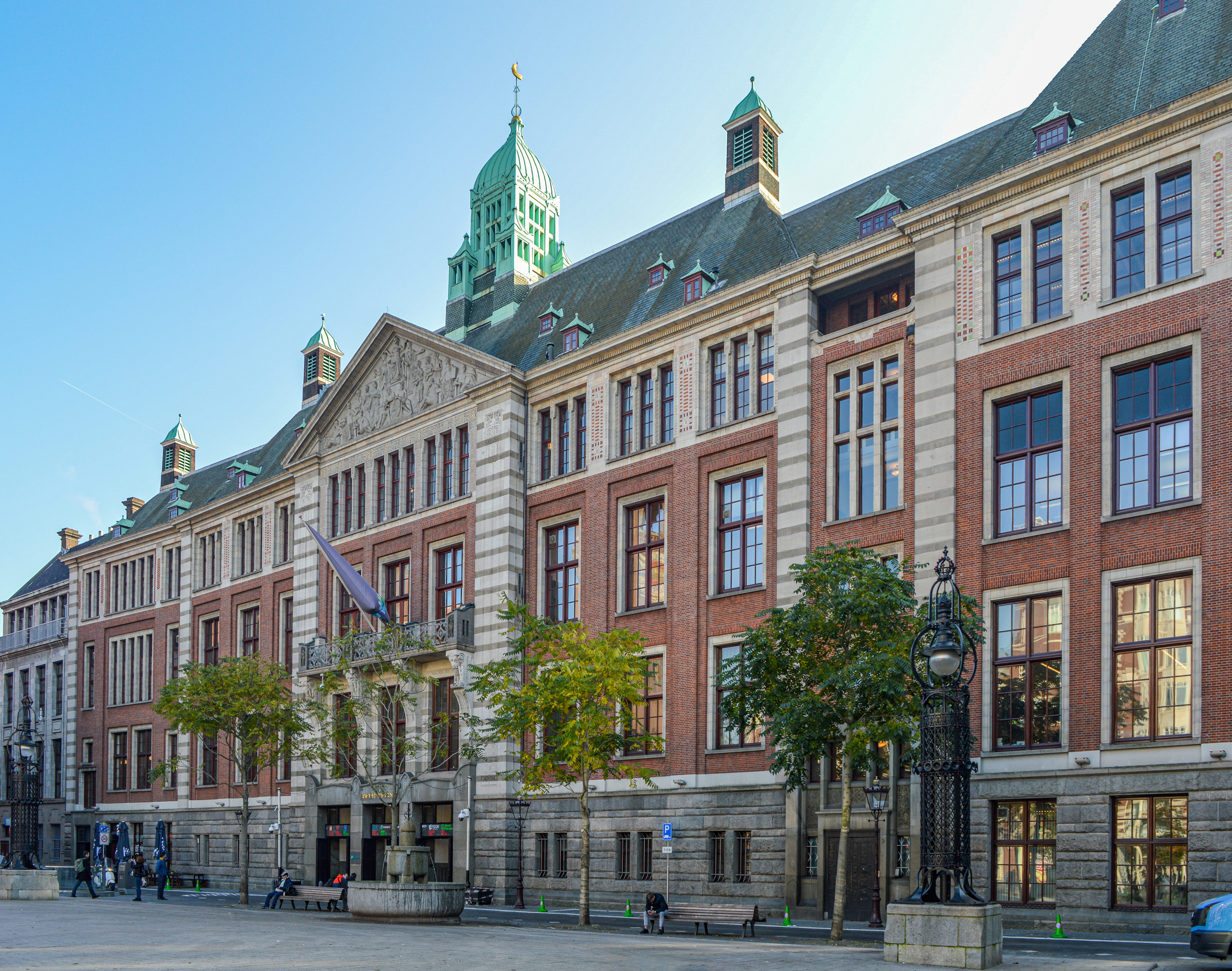
Die heutige Amsterdamer Börse, Beursplein 5

Die Amsterdamer Börse ist die niederländische Börse mit Sitz in Amsterdam, die seit 2000 in dem Börsenkonglomerat NYSE Euronext aufgegangen ist.

## Geschichte
Die Amsterdamer Börse wurde 1611 als Warenbörse (niederländisch Goederenbeurs) eröffnet. Ab 1612 fand auch Wertpapierhandel statt. Damit ist die Amsterdamer Börse entgegen oft gelesener Auffassungen nicht die älteste Warenbörse, gilt aber als die älteste Effektenbörse der Welt.
Das erste Amsterdamer Börsengebäude der frühen Neuzeit entstand zwischen 1608 und 1611 nach einem Entwurf von Hendrick de Keyser und musste 1835 abgerissen werden, um einem neuen Gebäude nach einem Entwurf von Jan David Zocher d. J. Platz zu machen. Dessen unbeliebter klassizistischer Bau stand nur von 1845 bis 1903.
Das dritte und heute noch erhaltene, 1903 eröffnete Börsengebäude nimmt einen so prominenten Platz in der niederländischen Architekturgeschichte ein, dass der Name des Baumeisters Hendrik Petrus Berlage längst auf das Gebäude übergegangen ist, das Beurs van Berlage ‚Börse von Berlage‘ genannt wird.

### Entstehung
Die Niederlande am Anfang des 17. Jahrhunderts waren von einer enormen wirtschaftlichen Expansion geprägt, weswegen die Epoche auch als ihr Goldenes Zeitalter bezeichnet wird. Die wichtigsten Handelszweige waren der Ostseehandel, der Handel mit Russland und die straatvaart (der Handel mit Italien und der Levante, den Ländern an der Ostküste des Mittelmeeres). So war es nur folgerichtig, dass 1609 die Amsterdamer Wechselbank – die weltweit erste Zentralbank – gegründet wurde, die den Zahlungsverkehr zu organisieren und zu fördern vermochte, der bis dahin durch die Vielzahl in Umlauf befindlicher Währungen erschwert wurde. Darüber hinaus zogen günstige Zinssätze, feste Devisenkurse und eine hohe Darlehensbereitschaft der niederländischen Bank bald Kapitalanleger und Finanzleute aus ganz Europa an. Binnen kurzem spielte die Amsterdamer Wechselbank eine enorm wichtige internationale Rolle, was auch den Warenumschlag in Amsterdam stark beförderte.
Der Warenhandel im Amsterdam des frühen 17. Jahrhunderts spielte sich unter freiem Himmel hauptsächlich in der Warmoesstraat und auf dem Platz de Dam am Rathaus und der Waage ab, in deren unmittelbarer Nähe die Anlegeplätze auf der Amstel für die Segelschiffe lagen. Seine starke Zunahme machte ein eigenes Gebäude erforderlich, in dem der Handel bei jedem Wetter und jeder Jahreszeit strukturiert abgewickelt werden konnte.

### Warenbörse
An einer Warenbörse werden bewegliche Sachgüter wie Rohstoffe, Landwirtschaftsprodukte oder Nahrungsmittel gehandelt. Praktisch bedeutsam sind Warenbörsen nur für Naturprodukte, nicht hingegen für industrielle Erzeugnisse. Die Preise wurden durch Angebot und Nachfrage bestimmt und die Käufe sofort abgewickelt; Spekulationen durch systematische Termingeschäfte (Warentermingeschäfte) waren an der Börse damals noch nicht üblich; das kam erst Mitte des 19. Jahrhunderts auf. Der zeitgenössische Tulpenhandel, der zu einer Tulpenmanie führte, die die Tulpe zum Kult-, aber auch hemmungslosen Spekulationsobjekt machte, fand hauptsächlich in Wirtshäusern in und um Haarlem statt, wo sich die Tulpenfelder befanden.
Es wird öfter behauptet, die Amsterdamer Börse sei die erste Warenbörse weltweit oder europaweit gewesen, andererseits ist auch häufig zu lesen, die älteste Warenbörse der Welt läge in Chicago. Beides ist unbegründet. Andere Warenbörsen sind deutlich älter als die Amsterdamer. 1409 wurde in Brügge die erste Börse gegründet; dort entwickelte sich auch die Bezeichnung, siehe Entstehung des Begriffs „Börse“. Die ältesten deutschen Warenbörsen entstanden 1540 in Augsburg und Nürnberg; vermutlich im selben Jahr entstand die Börse von Lyon. Warenbörsen sind insgesamt um einige Jahrhunderte älter als Warentermin- und Wertpapierbörsen. Während die größte und älteste Terminbörse der Welt 1848 in Chicago etabliert wurde (Chicago Board of Trade), handelt es sich bei der Amsterdamer Börse um die älteste Wertpapierbörse, wo seit 1612 Effektenhandel betrieben wird.

### Das erste Börsengebäude

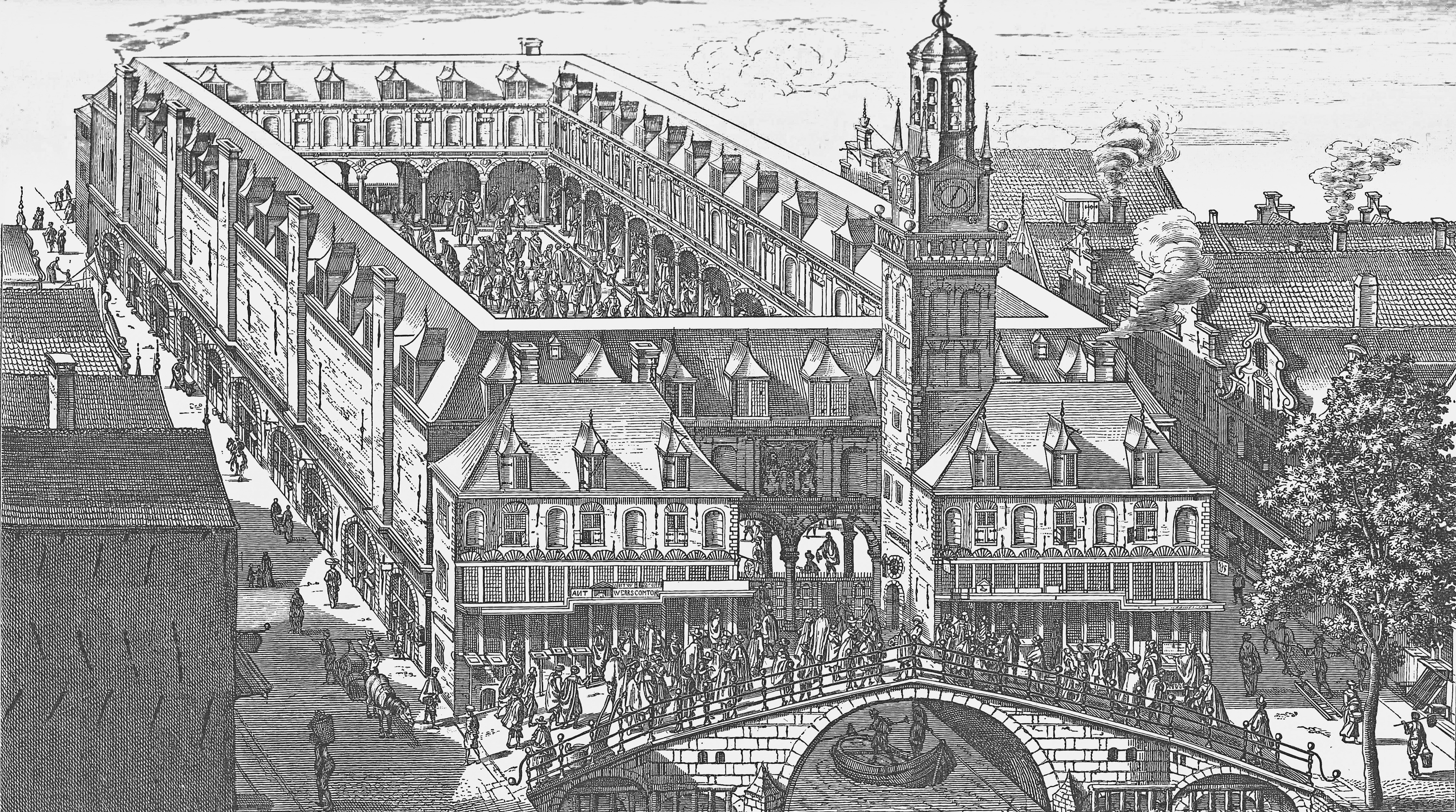
Das erste Amsterdamer Börsengebäude (1608), nach ihrem Erbauer auch Beurs De Keyser genannt

Die erste Amsterdamer Warenbörse wurde dort erbaut, wo sich bereits mindestens seit dem 13. Jahrhundert das Amsterdamer Finanz-, Handels und Verwaltungszentrum und die Stadtmitte befand: am und um den Platz de Dam herum. Nach seiner Londonreise im Jahr zuvor, begann 1608 Hendrick de Keyser auftragsgemäß, am südlichen Teil des Platzes, teilweise über dem Rokin mit dem Bau, der 1611 eingeweiht wurde und sich in der Struktur grundlegend auf die Londoner Börse bezog.
Der Komplex bestand aus einem Innenhof, der mit überbauten Galerien auf Rundbögen umsäumt war. Ebenerdig befanden sich zunächst Geschäfte, später die Königliche Akademie der bildenden Kunst (Koninklijke Academie van Beeldende Kunsten). Vom Platz de Dam gab es einen Zugang zum Börsengebäude, das beurspoortje ‚Börsentörchen‘ (der heutige Durchgang ist nicht mehr das originale Tor, das 1912 entfernt wurde). An der Südseite befand sich neben der Brücke über den Mittelübergang ein Glockenturm mit Glockenspiel von François Hemony.
Neben der Warenbörse (goederenbeurs), die im Großen Saal untergebracht war, gab es einen eigenen, nicht viel kleineren Saal, in dem ausschließlich Getreide gehandelt wurde (graanbeurs).

### Effektenhandel (ab 1623)

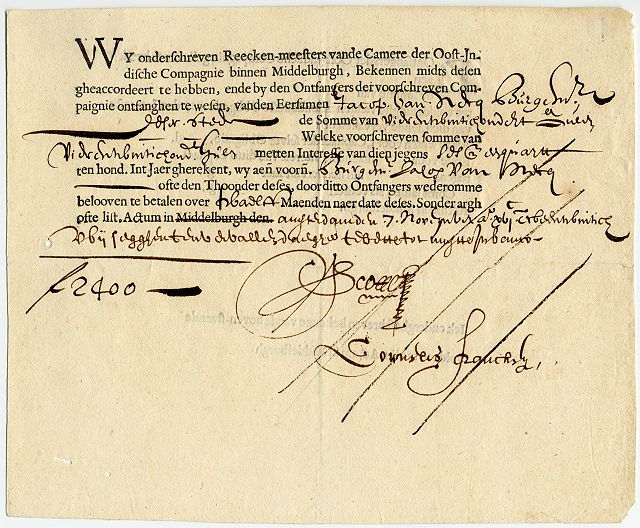
Ein Anleihepapier der Vereinigten Ostindischen Kompanie vom 7. November 1623 auf einen Betrag von 2.400 Fl ausgestellt in Middelburg und unterzeichnet in Amsterdam

Etwa gleichzeitig mit der Eröffnung der Amsterdamer Warenbörse kam eine neue Handelsart auf: Der Handel mit Effekten, also Aktien und Wertpapieren. Er entstand durch die Niederländische Ostindien-Kompanie (niederländisch Vereenigde Oostindische Compagnie, V.O.C.), eine Handelsgesellschaft, die im 17. und 18. Jahrhundert den Welthandel dominierte. Sie kontrollierte die Schifffahrtsrouten nach Asien, die Gewürzroute nach Hinterindien und besaß ein Handelsmonopol für Südafrika und Südamerika, das ihr das niederländische Parlament eingeräumt hatte. Ihre einzige ernst zu nehmende Konkurrenz war die Britische Ostindien-Kompanie (englisch English East India Company, E.I.C.), die sich aber gegen die V.O.C. nicht im Entferntesten durchsetzen konnte.
Die Nutzung des Monopols erforderte indes einen beträchtlichen finanziellen Aufwand, den das Unternehmen mit eigenen Mitteln nicht aufbringen konnte und 1602 die (historisch erstmalige) Finanzierung durch die Herausgabe von Aktien beschloss. Die V.O.C. war das erste börsennotierte Unternehmen der Welt; mit ihren Aktien begann der Wertpapierhandel in Amsterdam.
Während bisherige Finanzierungen eher mittelfristigen Schuldverschreibungen entsprachen und sich auf einzelne Schiffsladungen bezogen, hatten die V.O.C.-Aktionäre kein Mitspracherecht, keinen Einfluss auf die Investitionen und blieben zehn Jahre an ihre Anlage gebunden. Nach Ablauf der ersten Anlagefrist begannen die Anleger, mit ihren Anteilen an der Börse zu handeln, so dass zu der Warenbörse auch eine Effektenbörse hinzu kam, die zunächst aber nur wenig räumlichen Platz beanspruchte.
1668 wurde das Gebäude auf Kosten der Türme vergrößert und mit einem Dachreiter versehen. Da das Gebäude über Wasser gebaut war, war es für Feuchtigkeitsschäden empfänglich und senkte sich an einigen Stellen. Die ersten größeren Reparaturen mussten 1659 vorgenommen werden; Stadtarchitekt Abraham van der Hart nahm 1781 und 1796 umfangreiche Vermessungen vor, aber die Probleme blieben, so dass auch 1803 und 1825 Arbeiten größeren Umfangs nötig wurden.
Auch hatte der Aktienhandel weiter zugenommen und es bestand erhöhter Platzbedarf für Verwaltungsräumlichkeiten, so dass die Stadt Amsterdam 1836 beschloss, die erste Amsterdamer Börse zugunsten eines Neubaus abzureißen.

### Ein griechischer Tempel als Börsengebäude

Das Börsengebäude von Zocher – Beurs van Zocher – in Form eines griechischen Tempels (1845)

Obwohl rückblickend das Jahr 1648 für Amsterdam und die Niederlande den ökonomischen Höhepunkt des Zeitalters darstellte, der den Niedergang einleitete, dominierten Amsterdamer Händler sogar noch bis in das 19. Jahrhundert hinein bestimmte Handelsbereiche, wie den Handel mit West-Indië oder den Edelmetall- oder Getreidehandel.
1662 liefen beispielsweise 2.796 Schiffe den Amsterdamer Hafen an, 1695 waren es 3.861, 1747 aber immerhin noch 1.747. Der Bedarf für eine neue, größere Börse war daher ungebrochen, dennoch waren die Einzelheiten des geplanten Neubaus Grund jahrelanger Debatten im Amsterdamer Stadtrat. Erst im Oktober 1840 erhielt Jan David Zocher den Auftrag.
Er errichtete das Börsengebäude etwas weiter nordöstlich der bisherigen Börse an der Ecke Dam/Damrak. Am 10. September 1845 wurde das nach dem Vorbild eines griechischen Tempels mit hohen Säulen versehene Gebäude, “ingerigt naar de behoefte en Smaak van de tegenwoordigen tijd” (deutsch: „eingerichtet nach den Bedürfnissen und dem Geschmack der heutigen Zeit“) von König Wilhelm II. eröffnet. Schnell gaben die Amsterdamer dem Gebäude den Beinamen Mausoleum.
1851 wurde die Amsterdamse Vereniging voor de Effectenhandel ‚Amsterdamer Vereinigung für den Aktienhandel‘ gegründet, die fortan den Aktienhandel regulierte. Nur Mitglieder dieser Organisation waren jetzt berechtigt, am Börsenhandel teilzunehmen.
Zochers Gebäude wurde jedoch bereits ab 1884 baufällig und musste 1903 abgerissen werden. Im Jahre 1888 reichte Georg Frentzen einen Wettbewerbsentwurf (hors concours) für einen Neubau ein. Ein 1894 von dem Architekten Adriaan Willem Weissman (1858–1923) entwickelter Plan zur Schadenbeseitigung und Erweiterung scheiterte, wobei offenbleibt, ob die Bauschäden zu groß oder politische oder finanzielle Absichten Vater des Wunsches nach einem neuen Gebäude waren. Von 1912 bis 1914 entstand auf dem Grundstück ein Gebäude im Neorenaissance-Stil, das heute das Warenhaus De Bijenkorf beherbergt.

### Beurs van Berlage

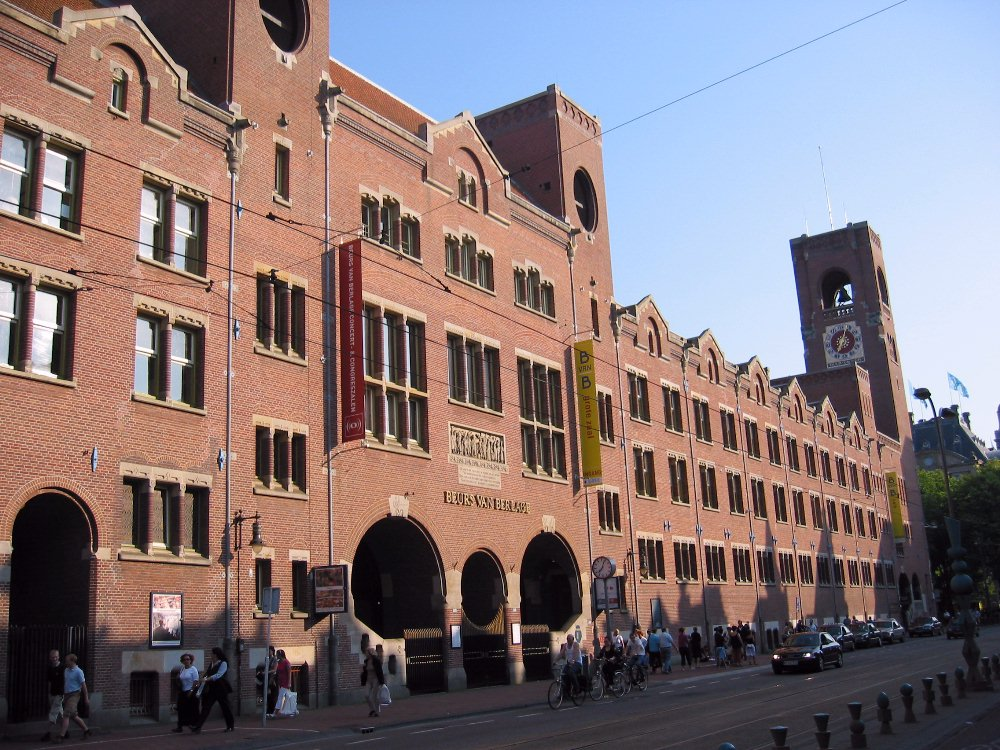
Beurs van Berlage (1903)

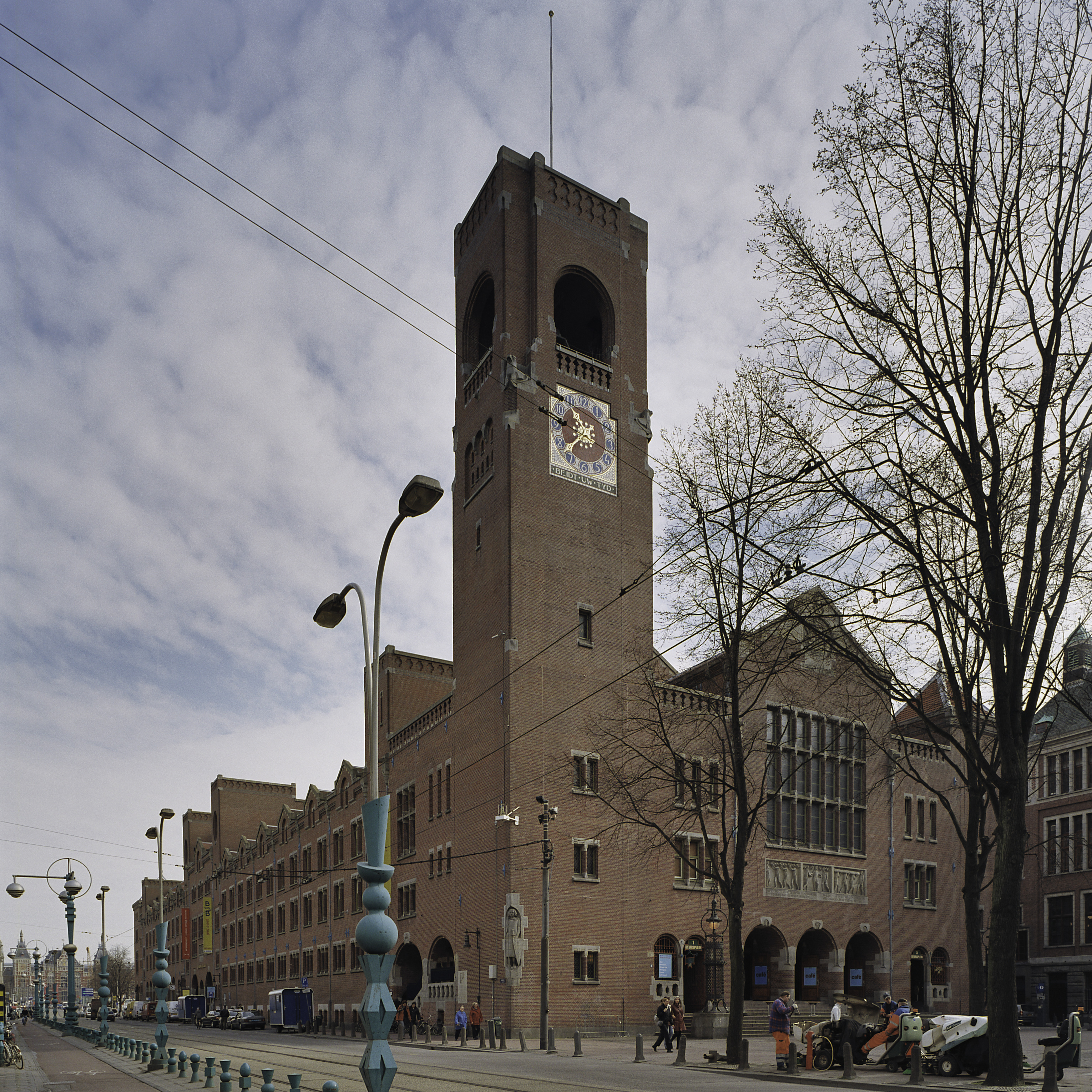
Beurs van Berlage (1903)

Die Börse von Berlage liegt unweit des vorherigen Börsengebäudes am Damrak auf einem trockengelegten Teil der Amstel.
1884 nahm Hendrik Petrus Berlage mit einem Entwurf am Architekturwettbewerb für den Bau der Warenbörse (später Beurs van Berlage genannt) in Amsterdam teil, den er 1896 gewann.
Seinen Auftraggebern gefiel der Backsteinbau mit seinem hohen Turm, seiner schnörkellosen Fassade und der sichtbaren Konstruktion jedoch zunächst nicht: Sie hätten ein repräsentatives Gebäude im Neorenaissancestil bevorzugt. Doch gerade von dieser historisierenden Architektur, die in Amsterdam mit vielen Beispielen vertreten ist, wollte sich Berlage unterscheiden. Er lud Künstlerfreunde ein, den Bau mit zeitgenössischen Ornamenten, Sinnsprüchen und Kunstwerken zu dekorieren. Jan Toorop entwarf verschiedene Fliesentableaus, unter anderem für die Vorhalle symbolische Abbildungen von Vergangenheit, Gegenwart und Zukunft. Für die Gebäudeecken fertigte Lambertus Zijl Standbilder von drei Amsterdamer Helden: Auf der Ecke zur Beursplein ist dies Gijsbrecht van Aemstel, der Gründer der Stadt Amsterdam, rechts steht Jan Pieterszoon Coen, ein Admiral und Landeroberer aus dem 17. Jahrhundert und links ist der Rechtsgelehrte Hugo de Groot. Lampen und Möbel für das Gebäude entwarf Berlage selbst. So ergänzen Wandmalereien, Skulpturen, Ziergitter, Sinnsprüche und Möblierung die sich einer klaren stilistischen Einstufung entziehende wuchtige Architektur und machen das Gebäude zu einem Gesamtkunstwerk, das heute als Aufbruch der niederländischen Architektur in die Moderne gilt und Berlage sofort Bekanntheit und Achtung in der Fachwelt einbrachte.
Am 27. Mai 1903 weihte Königin Wilhelmina das Gebäude ein, in dem vier Börsen untergebracht waren: die Waren-, Korn-, Schiffer- und Wertpapierbörse.

### Der Finanzplatz Amsterdam im 19. und 20. Jahrhundert
Die Amsterdamer Börse übte besonders durch ihre zunächst halbjährigen, später zweimonatlichen Auktionen von Javakaffee einen für Europa maßgebenden Einfluss aus. Ein Teil der Kolonialwaren lagerte in Rotterdam und Middelburg, Dordrecht und Schiedam, die Hauptmasse aber in Amsterdam. Die Bedingungen für die zur Auktion kommenden Waren schuf die 1824 gegründete Nederlandse Handelmaatschappij.

„Noch 1882 wurden durch die Gesellschaft in Amsterdam und Rotterdam für 40,2 Mill. Fl. Waren verkauft, trafen 711,454 Ballen (à 95¼ kg) an Kaffee aus Ostindien in Amsterdam ein und wurden daneben „Zucker und Reis, Muskaten, Macis und Nelken, ferner Zinn (aus Bangka, Billiton und neuerdings Australien) als bedeutende Artikel; im Übrigen noch Petroleum, Leinöl, Bauholz und Getreide im größten Maßstab“ gehandelt.
Von der Bedeutung einzelner dieser Branchen erhält man einen annähernden Begriff, wenn man erwägt, daß der Zuckerexport von Holländisch-Ostindien dem Markt von A zugeht. Im J. 1882 betrug die Zufuhr an Zucker aus den Kolonien 27 Mill. kg, die Ausfuhr von Kolonialzucker 14¼ Mill. kg, an raffiniertem Zucker 63 Mill. kg. An Reis wurden 1882: 991,000 Ballen, an Baumwolle 1881: 77,250 Ballen importiert; an Getreide und Sämereien wurden 1882: 147,826 Last (à ca. 2 Ton.) verwogen. An Petroleum wurden nur 187,569 Barrels eingeführt. Die Zahl der eingelaufenen Schiffe betrug 1882: 1702 mit ca. 1,700,000 T., die der ausgelaufenen 1595 mit 1,623,000 T. Die Handelsflotte von A. zählte 1883: 128 Schiffe von 125,534 T., darunter 46 Dampfer von 77,239 T. In das Binnenland gehen die Waren auf der Amstel und Vecht über Utrecht zum Rhein und zur Waal oder über Gouda nach Rotterdam; Eisenbahnen gehen in derselben Richtung und führen sonst nach Haarlem oder über Amersfoort nach Zütphen und Salzbergen. Außer der Nederlandsche Handelmaatschappij gibt es in A. eine Westindische Handelsgesellschaft, verschiedene große Aktiengesellschaften für Assekuranz, industrielle oder merkantile Zwecke. Unter den zahlreichen Handelsinstituten steht die Niederländische Bank, welche (1824 an Stelle der altberühmten Girobank neugegründet und bis 1884 privilegiert) mit einem Kapital von 15 Mill. Fl. als Diskonto-, Wechsel-, Leih-, Depositen- und Zettelbank arbeitet, obenan“

Nach Ende des Zweiten Weltkriegs ging das Handelsvolumen an der Amsterdamer Börse mehr und mehr zurück und das Börsengebäude von Berlage wurde baufällig. 1959 wurden im Gemeinderat Stimmen laut, es abzureißen. 1960 wurde aber beschlossen, es zu sanieren und künftig als Konzertsaal und für Ausstellungen zu verwenden.
Der letzte Börsenhandel, namentlich der Agrarische Terminmarkt, zog 1998 aus dem Gebäude aus. Schon seit 1987 dient der imposante Saal der früheren Warenbörse mit seinem großen Glasdach, den gekrümmten Eisenträgern und zwei Galerien als Ausstellungsraum und Konzertsaal.
Heute dient der Bau, mit einem kleinen Museum über die Geschichte des Gebäudes, als Konzert und Ausstellungsgebäude. Am 2. Februar 2002 fand hier die standesamtliche Trauung des Thronfolgers Willem-Alexander mit Máxima Zorreguieta statt.

### Beursplein 5

Beursplein 5

Valuta- und Effektenhandel hatten in der Beurs van Berlage zwar einen großzügigen eigenen Saal erhalten, doch breitete sich der Wertpapierhandel so schnell aus, dass er schon wenige Jahre später viel zu klein war. Auch hatten sich die Mitglieder der Amsterdamer Vereinigung für den Aktienhandel an das Gebäude noch immer nicht gewöhnt. Hatte der Architekt für seinen Entwurf auch internationale Bekanntheit erlangt – die Börsenhändler fanden den „Ziegelschuppen“ kalt, zugig, unpersönlich und für ihre Zwecke wenig geeignet.
1914 erhielt die Wertpapierbörse ein neues, eigenes Gebäude am Börsenplatz (Beursplein 5), wo sie sich heute noch befindet.
Das Gebäude ist eine Arbeit von Jos Cuypers, das viel eher an einen „Tempel des Mercurius“, einen Handelstempel, erinnert als Berlages Gebäude und in dem die Wertpapierbörse rund 80 Jahre lang zu jedermanns Zufriedenheit untergebracht war.

### 1990er Jahre
1994 wurde der Handel aber vollständig automatisiert, der Parketthandel fiel vollständig weg, so dass der Platzbedarf deutlich geringer wurde. 1997 fusionierte die Amsterdamer Wertpapierbörse mit der Terminbörse, und der Handel mit Optionen wurde seinerzeit noch auf dem Parkett abgewickelt. Bis Dezember 2002 war daher das Amsterdamer Parkett noch geöffnet. Danach wurde auch dieser Börsenzweig automatisiert und auf dem Bildschirm abgewickelt.
Die Amsterdamer Börse war 1997 auch eine der ersten Börsen die privatisiert und in eine Aktiengesellschaft umgewandelt wurden.

### Fusion zur Euronext
Erste Pläne zur Fusion der Börsen wurden am 20. März 2000 offiziell bekanntgegeben. Am 22. September 2000 fusionierte die Amsterdamer Börse dann mit den Börsen von Brüssel und Paris zur Euronext NV, der ersten internationalen Wertpapier- und Derivatenbörse.
Die Amsterdamer Börse vereint heute unter ihrem Dach die AEX-Effectenbeurs, die AEX-Optiebeurs und den AEX-Agrarische Termijnmarkt. Auf dem Parkett der Beursplein 5 sitzen somit noch heute Händler. Ansonsten kann der beeindruckende Saal außerhalb der Börsenzeiten für Zusammenkünfte und Ereignisse gemietet werden.

### Brexit
Im Zuge des EU-Austritts des Vereinigten Königreichs vervierfachte sich das Handelsvolumen der Amsterdamer Börse im Januar 2021 gegenüber dem Vormonat.

## Indizes
Der primäre Index der Amsterdamer Börse ist der AEX-Index. Auch der AMX-Index ist zunennen.

## Mitgliedschaften
Sie ist Teil der:
- Sustainable Stock Exchanges Initiative